# Christina Metaxa
Christina Metaxa (Limassol, 4 de abril de 1992) é uma jovem cantora, proveniente de Chipre.

## Festival Eurovisão da Canção
Christina Metaxa foi escolhida a 7 de Fevereiro de 2009, pelo público de Chipre, para representar o país no Festival Eurovisão da Canção 2009, em Moscovo, Rússia.